# Franciszek Czapek

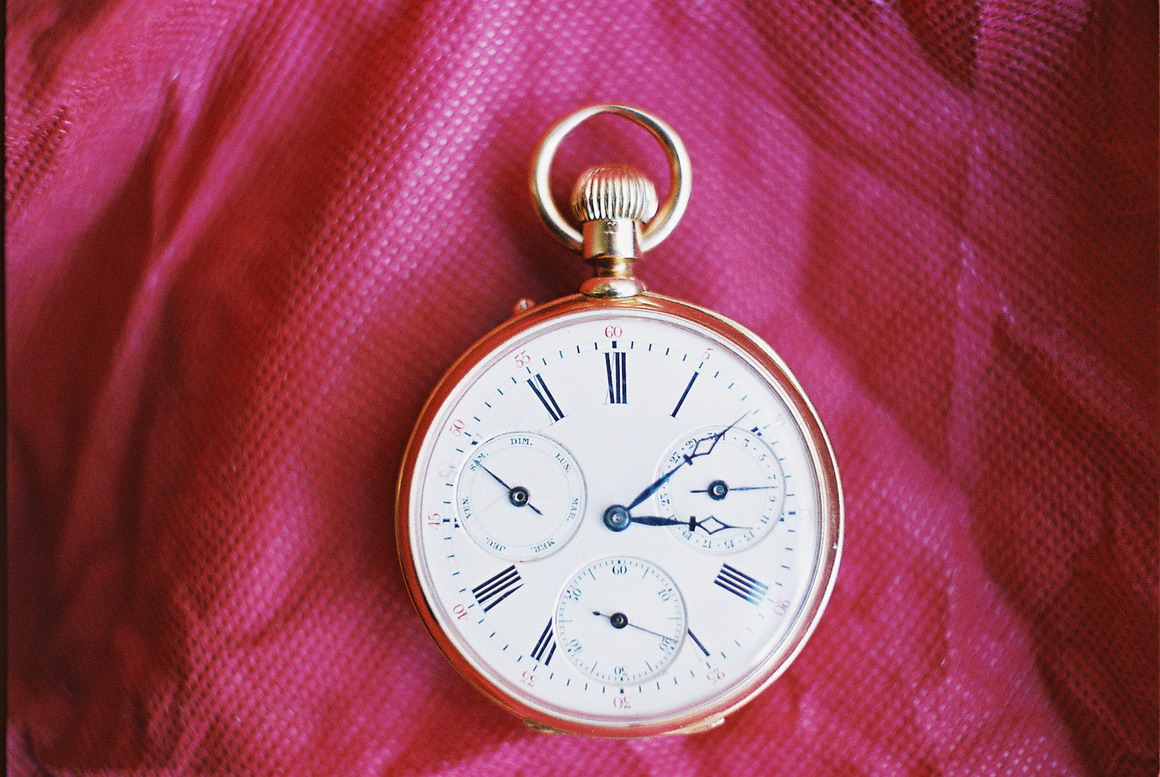
Ett fickur tillverkat av Czapek.

Franciszek Czapek, född 1811, försvunnen 1869, var en polsk-tjeckisk urmakare. Han föddes i orten Šemnice men emigrerade ung tillsammans med sin familj till Polen. Han var känd som en av 1800-talets största urmakare, och blev cirka 1850 tillverkare för Napoleon III.